# بالميتو باي
بالميتو باي (بالإنجليزية: Palmetto Bay)‏ هي مدينة أمريكية تقع في ولاية فلوريدا. تبلغ مساحة هذه المدينة 22.6 (كم²)،ويبلغ عدد سكانها 24469 نسمة حسب إحصاء سنة 2010 م 24469.تشير إحصاءات سنة 2000م بأن الكثافة السكانية في هذه المدينة تقدر بـ(1082.7) نسمة/كم2 

## التركيبة السكانية
حدّد مكتب تعداد الولايات المتحدة بيانات التركيبة السكانية لبالميتو باي في تعداد الولايات المتحدة. في ما يلي، التركيبة السكانية حسب تعدادي 2000 و2010.

### تعداد عام 2010
بلغ عدد سكان بالميتو باي 23,410 نسمة بحسب تعداد عام 2010، وبلغ عدد الأسر 7,923 أسرة وعدد العائلات 6,537 عائلة مقيمة في القرية. في حين سجلت الكثافة السكانية 1,070.9 نسمة لكل كيلومتر مربع (2,773.6/ميل2). وبلغ عدد الوحدات السكنية 8,372 وحدة بمتوسط كثافة قدره 383 لكل كيلومتر مربع (992.0/ميل2).
وتوزع التركيب العرقي للقرية بنسبة 84.95% من البيض و6.24% من الأمريكيين الأفارقة و0.08% من الأمريكيين الأصليين و4.49% من الأمريكيين ذوي الأصول الآسيوية و0.04% من سكان جزر المحيط الهادئ و2.05% من الأعراق الأخرى و2.14% من عرقين مختلطين أو أكثر و38.55% من الهسبانيون أو اللاتينيون من أي عرق.
بلغ عدد الأسر 7,923 أسرة كانت نسبة 43.2% منها لديها أطفال تحت سن الثامنة عشر تعيش معهم، وبلغت نسبة الأزواج القاطنين مع بعضهم البعض 67% من أصل المجموع الكلي للأسر، ونسبة 11.6% من الأسر كان لديها معيلات من الإناث دون وجود شريك،  بينما كانت نسبة 4% من الأسر لديها معيلون من الذكور دون وجود شريكة وكانت نسبة 17.5% من غير العائلات. تألفت نسبة 13.8% من أصل جميع الأسر من عدة أفراد يعيشون في نفس المنزل ونسبة 4.9% كانت تتألف من شخص يعيش بمفرده يبلغ من العمر 65 عاماً أو أكثر. وبلغ متوسط حجم الأسرة المعيشية 2.95، أما متوسط حجم العائلات فبلغ 3.25.
بلغ العمر الوسطي للسكان 41.9 عاماً. وكانت نسبة 26.2% من القاطنين تحت سن الثامنة عشر، وكانت نسبة 7.6% بين الثامنة عشر والرابعة والعشرين عاماً، ونسبة 21.3% كانت واقعةً في الفئة العمرية ما بين الخامسة والعشرين والرابعة والأربعين عاماً، ونسبة 32.7% كانت ما بين الخامسة والأربعين والرابعة والستين، ونسبة 12.1% كانت ضمن فئة الخامسة والستين عاماً فما فوق. وتوزع التركيب الجنسي للسكان بنسبة 48.5% ذكور و51.5% إناث.